# Horisme
Horisme là một chi bướm đêm thuộc họ Geometridae.

## Các loài
- Horisme aemulata (Hübner, 1813)
- Horisme aquata (Hübner, 1813)
- Horisme calligraphata (Herrich-Schäffer, 1839)
- Horisme corticata (Treitschke, 1835)
- Horisme exoletata (Herrich-Schäffer, 1838)
- Horisme falcata (Bang-Haas, 1907)
- Horisme gillettei (Hulst, 1898)
- Horisme incana Swett, 1918
- Horisme incurvaria (Erschov, 1877)
- Horisme intersecta (Staudinger, 1882)
- Horisme intestinata (Guenée, 1857)
- Horisme intricata (Staudinger, 1882)
- Horisme lucillata (Guenée, [1858])
- Horisme milvaria (Christoph, 1893)
- Horisme mortuata (Guenée, 1857)
- Horisme nigrovittata (Warren, 1888)
- Horisme parcata (Püngeler, 1909)
- Horisme plagiographa Turner, 1922
- Horisme predotai (Bytinski-Salz, 1937)
- Horisme radicaria (La Harpe, 1855)
- Horisme rectilineata (Taylor, 1907)
- Horisme scorteata (Staudinger, 1901)
- Horisme scotosiata (Guenée, [1858])
- Horisme stratata (Wileman, 1911)
- Horisme tersata – The Fern (Denis & Schiffermüller, 1775)
- Horisme vitalbata – Small Waved Umber (Denis & Schiffermüller, 1775)
- Horisme xylinata (Warren, 1906)

## Hình ảnh

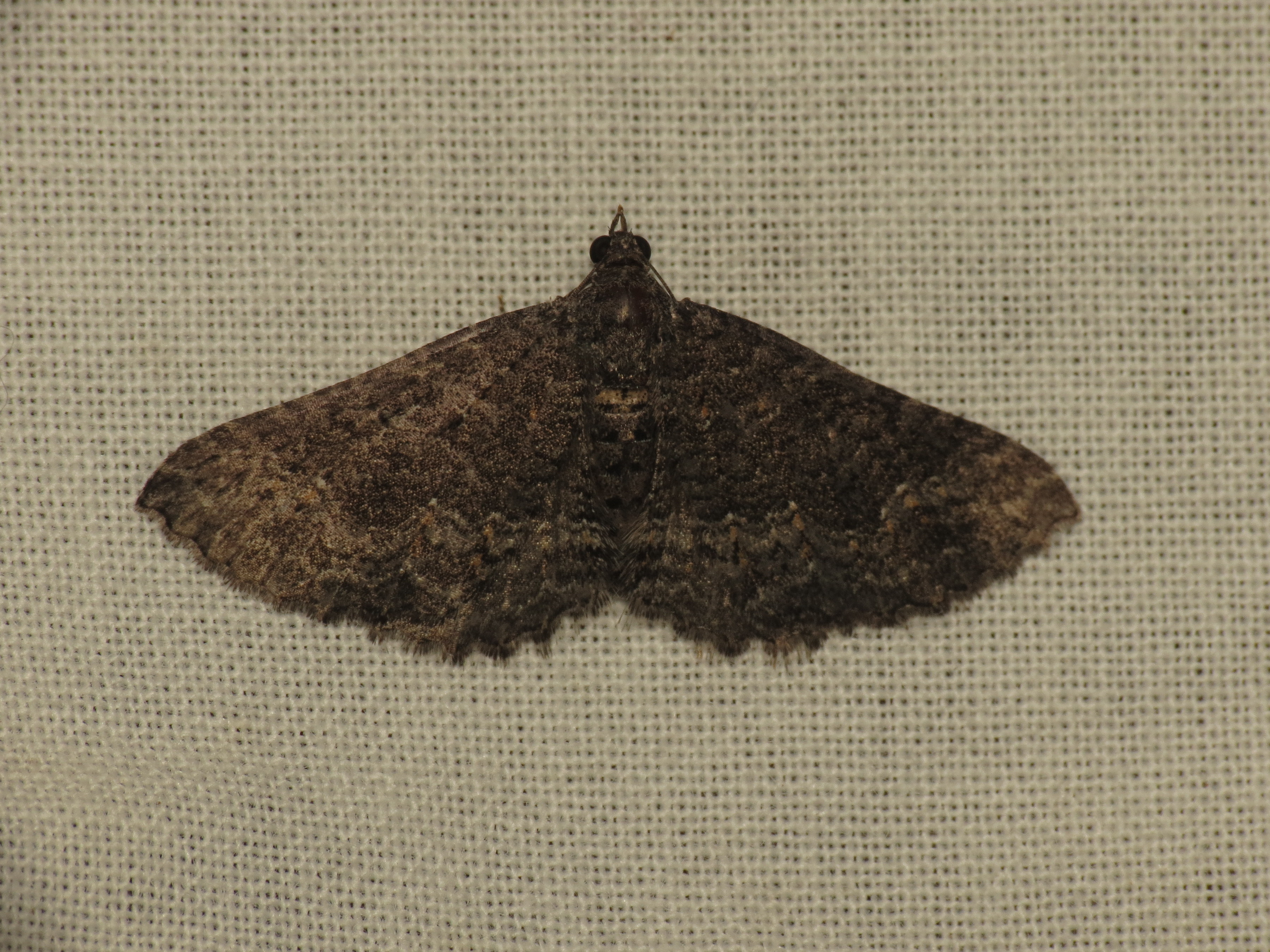
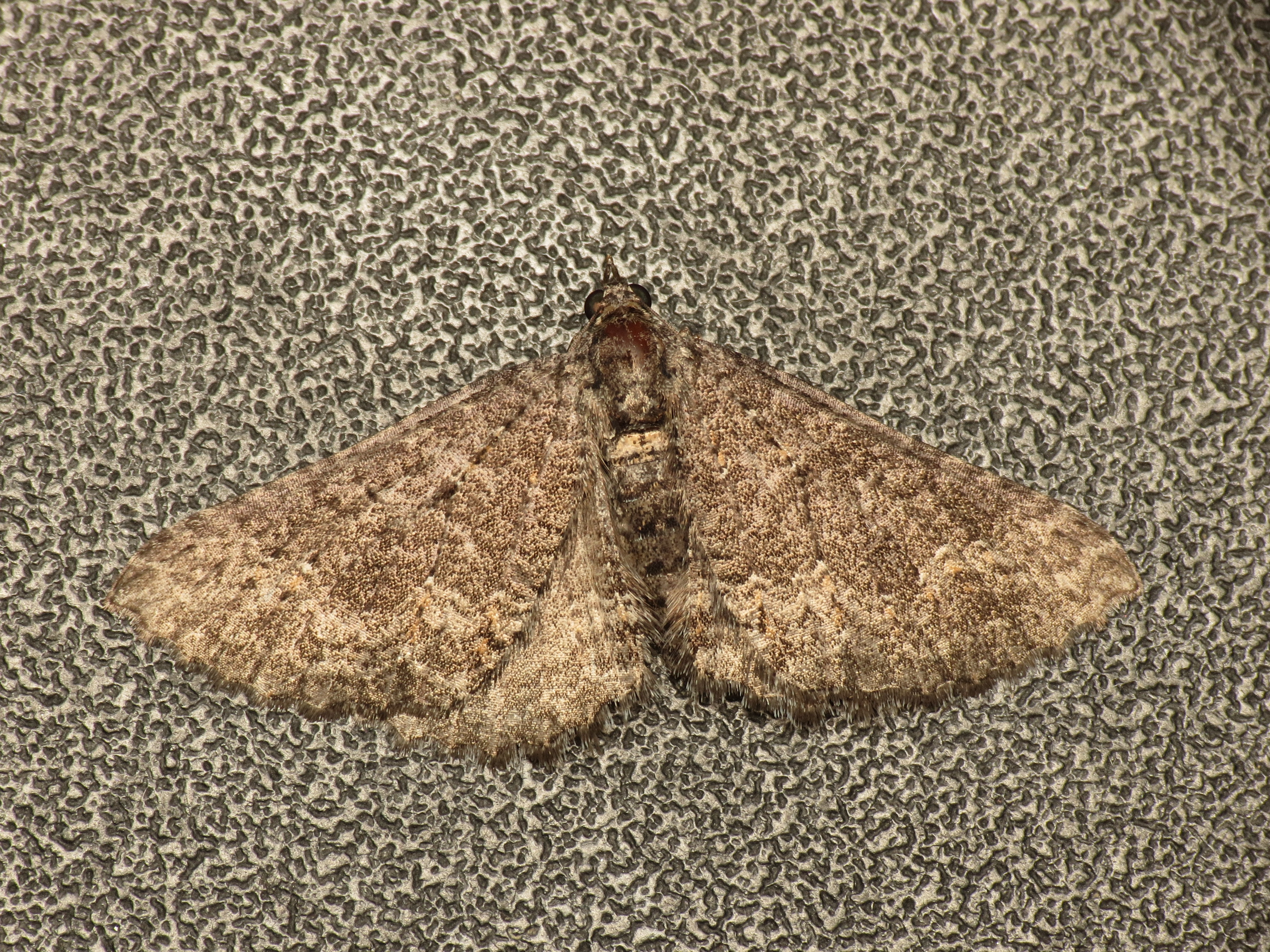
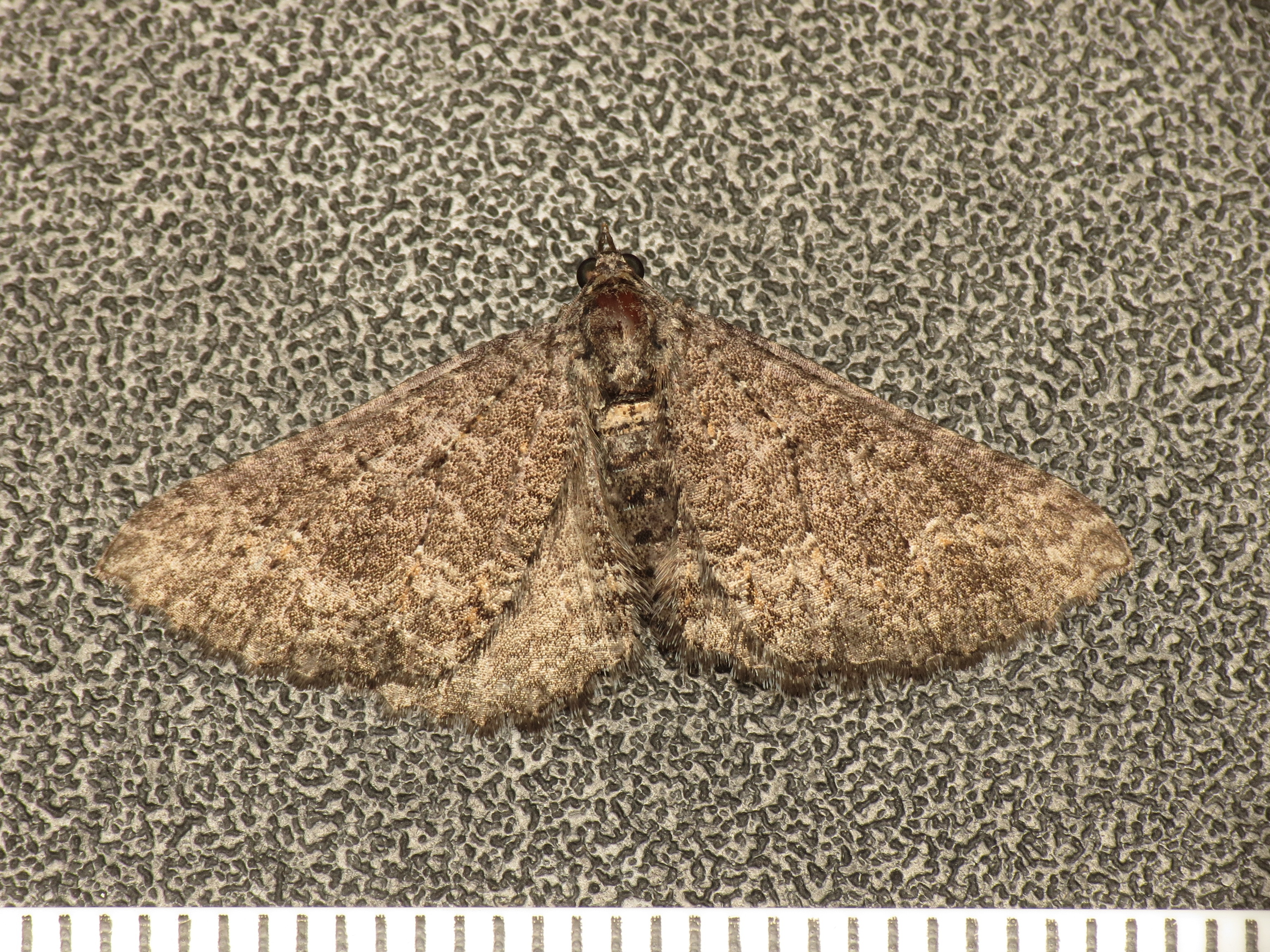
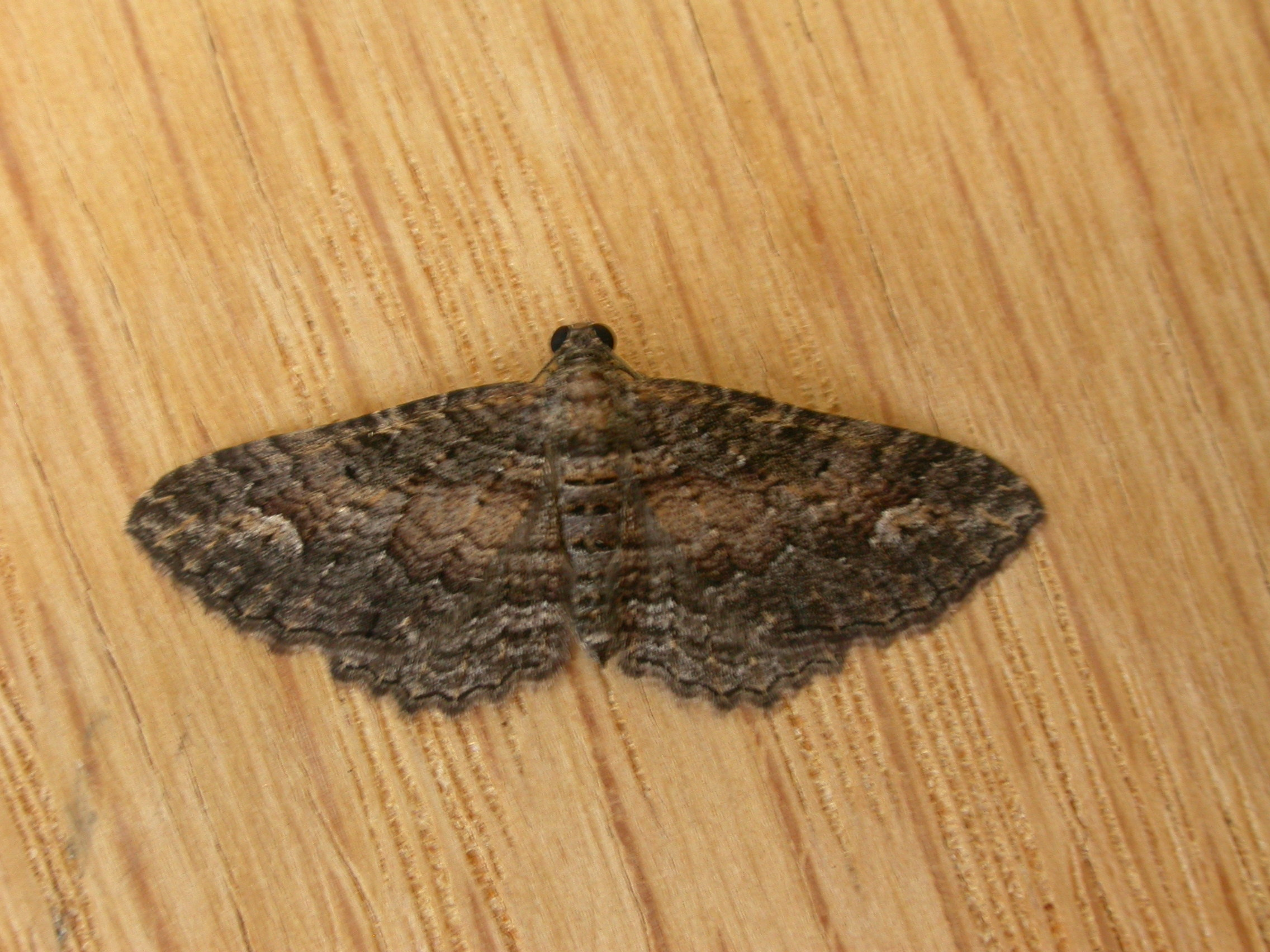